# Khối núi Trung tâm
Khối núi Trung tâm (phát âm tiếng Pháp: [masif sɑ̃tʁal]; tiếng Occitan: Massís Central, phát âm [maˈsis‿senˈtral]; nghĩa là "Địa khối ở trung tâm") là một khu vực vùng cao ở giữa Miền nam Pháp bao gồm các đỉnh núi và cao nguyên. Nó chiếm diện tích khoảng 15% lục địa Pháp.
Chịu sự tác động của núi lửa đã lắng xuống trong 10.000 năm qua, những ngọn núi này bị ngăn cách với dãy Anpơ hùng vĩ bởi một khe nứt sâu ở phía bắc kéo dài xuống phía nam được tạo bởi sông Rhône, được gọi theo tiếng Pháp là sillon rhodanien, có nghĩa là "đường đứt gãy Rhône". Khu vực này là một cản trở đối với giao thông vận tải ở Pháp cho đến khi mở xa lộ A75, điều này không chỉ giúp việc đi về phía nam dễ dàng hơn mà còn mở ra việc đi vào khối núi.

## Địa lý và địa chất
Đây là một khối núi cổ được hình thành từ kiến tạo sơn Variscan bao gồm chủ yếu là đá granit và đá biến chất. Nó được nâng lên một cách mạnh mẽ và là dãy núi trẻ về mặt địa chất ở phần phía đông bởi sự nâng cao của dãy Anpơ trong kỷ Paleogen và ở phần phía nam là sự nâng cao của dãy Pyrénées. Khối núi này có sự bất đối xứng mạnh mẽ về độ cao giữa các khu vực khác với phần phía nam và đông (Cévennes) thống trị thung lũng sông Rhône, đồng bằng Languedoc và ngược lại tại khu vực Limousin có độ cao vừa phải ở tây bắc.
Các kiến tạo đứt gãy có thể là nguồn gốc của vô số những núi lửa trong khu vực dù điều này vẫn chưa được chứng minh. Trên thực tế, tại khu vực khối núi Trung tâm là rất nhiều núi lửa có niên đại khác nhau: Cao nguyên núi lửa (Aubrac, Cézallier), núi lửa dạng tầng (Cantal, Monts Dore) hay các trường vành đai núi lửa gần đây (Chaîne des Puys, Vivarais). Toàn bộ khu vực chứa mật độ lớn khoảng 450 ngọn núi lửa đã tắt. Đáng chú ý nhất chính là Chaîne des Puys, một phạm vi chạy từ bắc xuống nam dài chưa đầy 160 km2 (60 dặm vuông Anh) nhưng có tới 115 núi lửa, một phần của nó được bảo vệ trong Công viên tự nhiên Các núi lửa Auvergne.
Ở phía nam, một khu vực đáng chú ý được tạo thành từ các đặc điểm được gọi là Causses trong tiếng Pháp, bao gồm các cao nguyên đá phấn bị chia cắt bởi các hẻm núi rất sâu. Nổi tiếng nhất trong số này là Hẻm núi Tarn.

## Hành chính
Về mặt hành chính, khối núi này thuộc 17 tỉnh Allier, Ardèche, Aude, Aveyron, Cantal, Corrèze, Creuse, Gard, Haute-Loire, Haute-Vienne, Hérault, Loire, Lot, Lozère, Puy-de-Dôme, Rhône, và Tarn của ba vùng Auvergne-Rhône-Alpes, Nouvelle-Aquitaine và Occitanie.
Các thành phố lớn đáng chú ý nhất trong khu vực khối núi là Clermont-Ferrand, Limoges, và Saint-Étienne.

## Các đỉnh núi
Các dãy núi, với các ngọn núi riêng biệt đáng chú ý là (từ bắc xuống nam):
- Chaîne des Puys
  - Puy de Dôme (1.464 m, 4.803 ft)
  - Puy de Pariou (1.210 m, 3.970 ft)
  - Puy de Lassolas (1.187 m, 3.894 ft)
  - Puy de la Vache (1.167 m, 3.829 ft)
- Monts Dore
  - Puy de Sancy (1.886 m, 6.188 ft)
- Monts du Lyonnais
- Pilat massif
  - Crêt de la Perdrix (1.431 m, 4.695 ft)
- Mounts of Cantal
  - Plomb du Cantal (1.855 m, 6.086 ft)
  - Puy Mary (1.787 m, 5.863 ft)
- Forez
  - Pierre-sur-Haute (1.634 m, 5.361 ft)
- L'Aubrac
  - Signal de Mailhebiau (1.469 m, 4.820 ft)
- Monts de La Margeride
  - Signal de Randon (1.551 m, 5.089 ft)
- Monts du Vivarais (Ardèche)
  - Mont Mézenc (1.753 m, 5.751 ft)
  - Mont Gerbier de Jonc (1.551 m, 5.089 ft)
- Cévennes
  - Mont Lozère (1.699 m, 5.574 ft), the highest non-volcanic summit
  - Mont Aigoual (1.567 m, 5.141 ft), near Le Vigan, Florac
- Monts de Lacaune
  - Montgrand (1.267 m, 4.157 ft)
- Monts de l'Espinouse
  - Sommet de l'Espinouse (1.124 m, 3.688 ft)
- Montagne Noire
  - Pic de Nore (1.211 m, 3.973 ft)

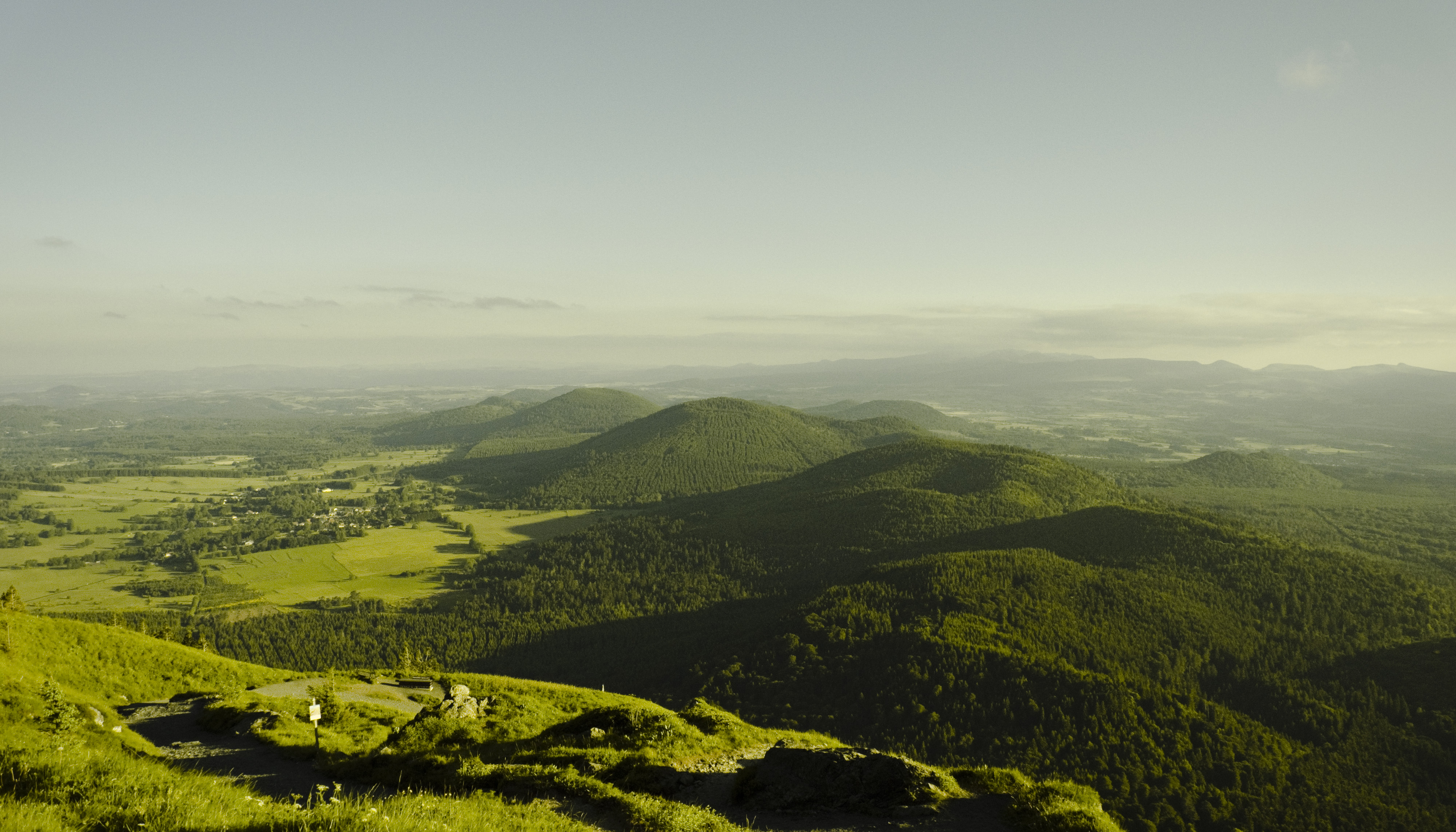
Chaine des Puys tại Auvergne
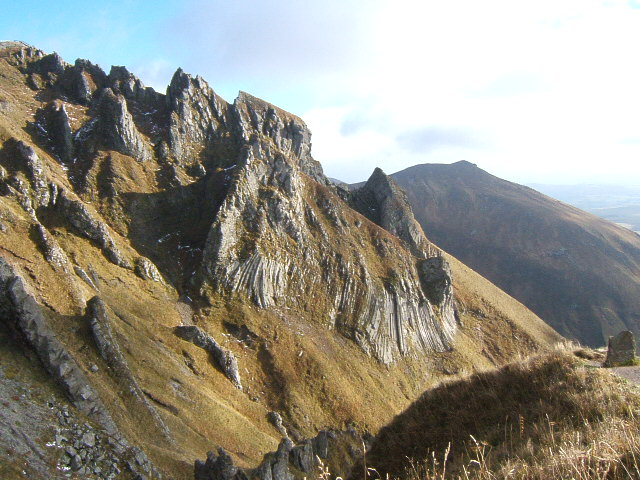
Puy de Sancy (1.886 m, 6.188 ft)
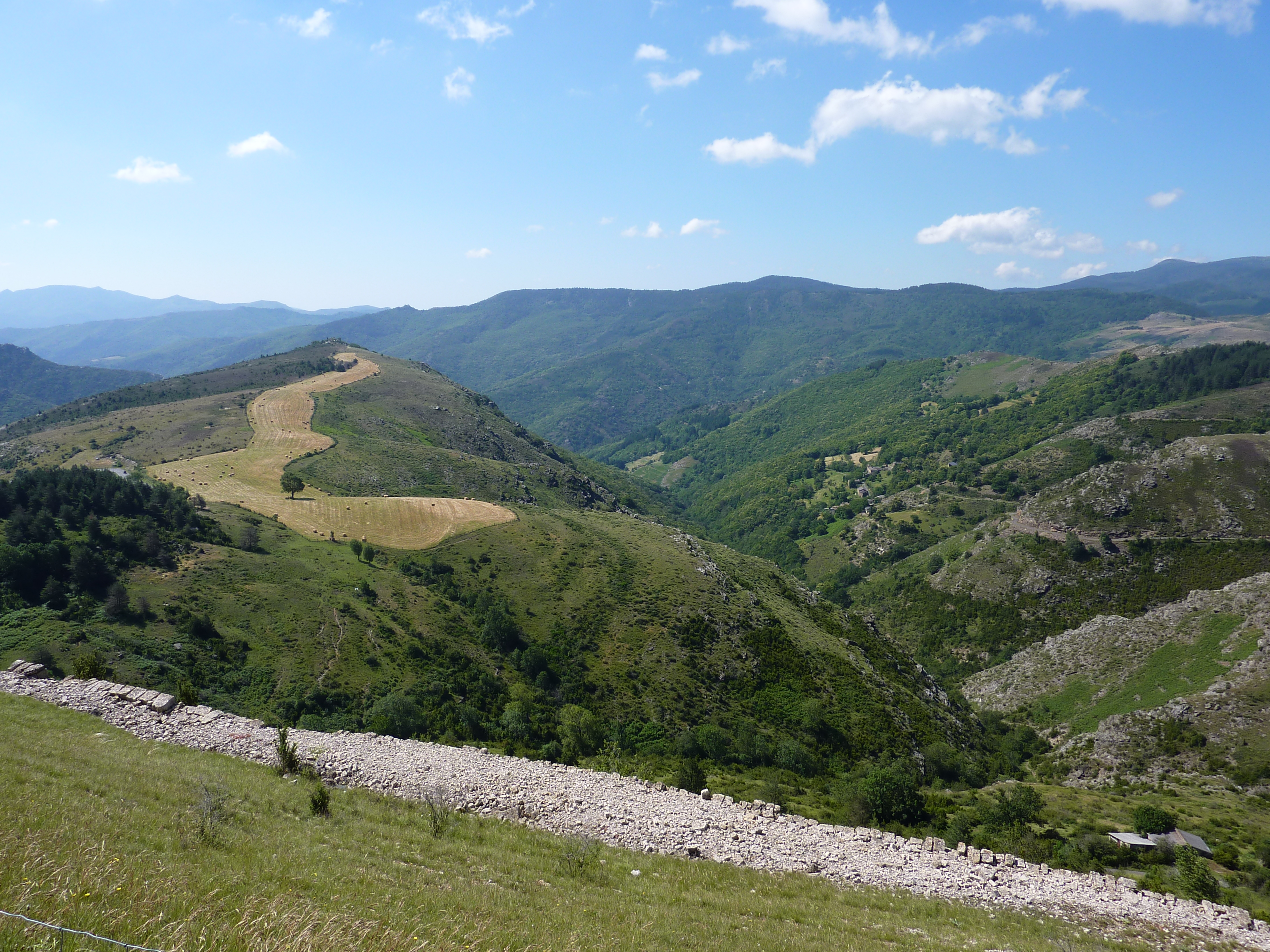
Rặng Cévennes
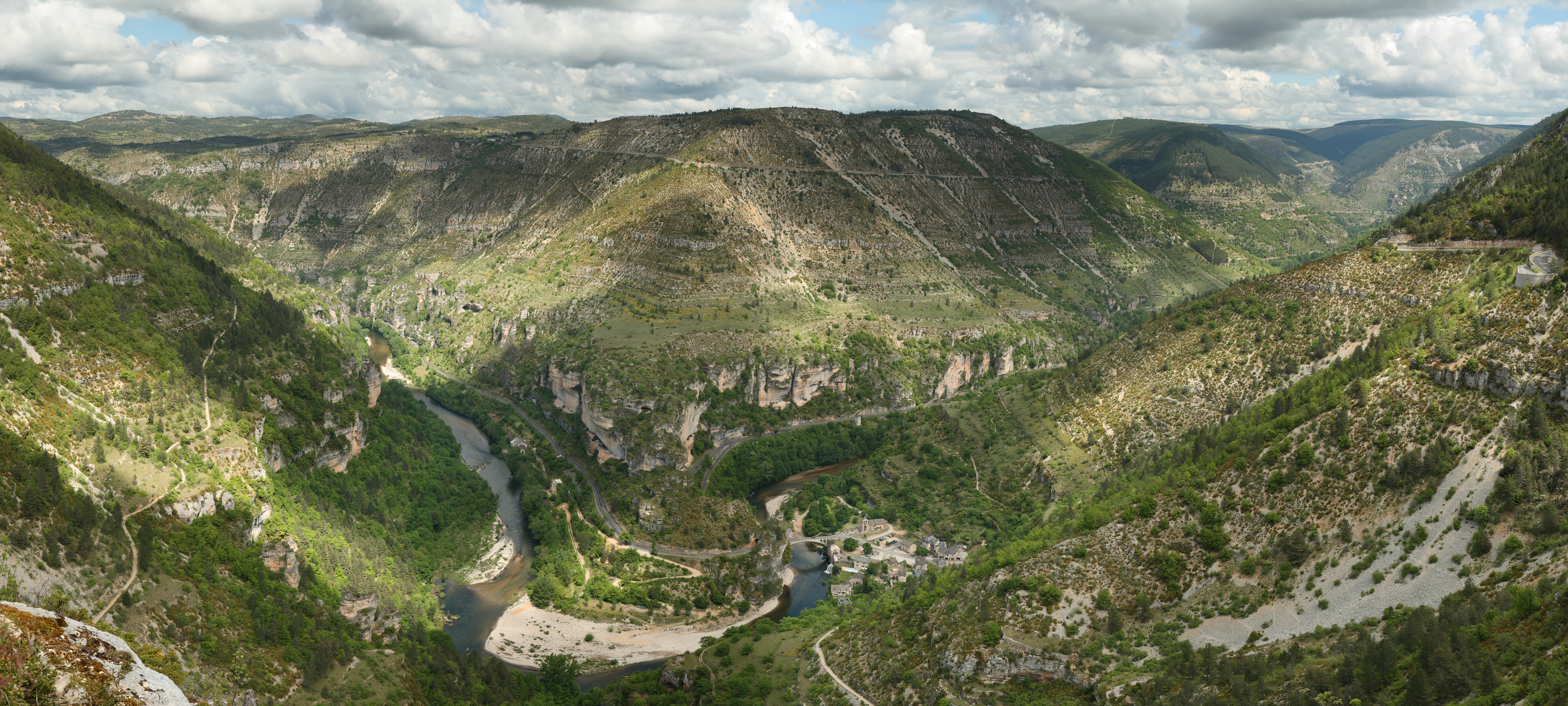
Hẻm núi Tarn

## Cao nguyên
- Causse du Larzac
- Cao nguyên Millevaches
- Cao nguyên Lévézou
- Causse du Comtal
- Causse de Sauveterre
- Causse de Sévérac
- Causse Méjean
- Causse Noir
- Causse de Blandas